# Monociclo

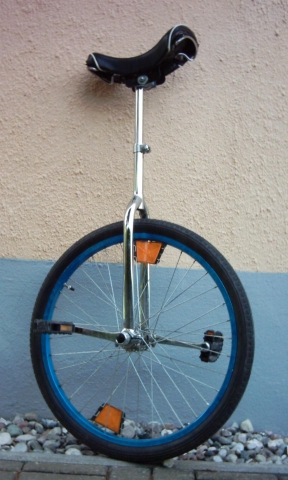
Un monociclo.

Il monociclo è un veicolo dotato di una sola ruota, funzionante a propulsione muscolare umana o a motore.

## Componenti
Un monociclo è composto da poche parti fondamentali: la ruota (che include lo pneumatico, la camera d'aria, il cerchione, i raggi e il mozzo), le pedivelle, i pedali, la forca, il tubo sella e la sella (specifica per monociclo). La ruota solitamente è simile a quella di una bicicletta ma ha un mozzo speciale, realizzato in modo che l'asse ruoti solidalmente a essa. Questo significa che la rotazione delle pedivelle, fissate all'asse, controlli direttamente la rotazione della ruota (a scatto fisso). La forca poggia su cuscinetti a sfere piantati sul mozzo ai lati della ruota, mentre le pedivelle si posizionano agli estremi del mozzo. 
Il tubo sella collega la forca alla sella.

## Storia
Una teoria vuole il monociclo come diretto discendente del velocipede, che tanto successo ebbe verso la fine del XIX secolo. Essendo ivi i pedali e le pedivelle direttamente collegate al mozzo, la ruota posteriore aveva possibilità di alzarsi nell'aria come un'impennata inversa, lasciando il ciclista solo sulla ruota anteriore, proprio come se fosse un monociclo. Le prove per questa teoria possono essere trovate nelle immagini di fine Novecento, mostranti monocicli con grosse ruote (come per l'appunto i velocipedi).
Nel tempo il monociclo si è affermato non solo come strumento per giocolieri equilibristi ma anche come attrezzo sportivo.
Nel 1980, Jack Halpern (Giappone) incominciò a contattare e incontrare i monociclisti di tutto il mondo promuovendo l'idea di una federazione internazionale, nel 1982 nasce la IUF (International Unicycling Federation).
Nel 1984 viene organizzato il primo UNICON (Unicycle Convention) presso l'università di Syracuse (USA) di fatto il primo campionato mondiale con circa 100 concorrenti.
I primi campioni sono stati nel freestyle:
- Individuale maschile: Peter Rosendahl (Svezia)
- Individuale femminile: Teresa Hemminger (USA)
- Coppia: Deborah Jones & John Foss (USA)
- Gruppo: Giappone

Nella categoria Racing non fu assegnato il titolo di campione assoluto.
Questa è la sequenza dei campionati mondiali disputati:
- UNICON I 1984 Syracuse, USA
- UNICON II 1986 Uniondale and Garden City Long Island, USA
- UNICON III 1987 Tokyo, Giappone
- UNICON IV 1988 Aguadilla, Porto Rico
- UNICON V 1991 Hull, Québec, Canada
- UNICON VI 1992 Québec, Canada
- UNICON VII 1994 Minneapolis, Minnesota, USA
- UNICON VIII 1996 Guildford, Inghilterra
- UNICON IX 1998 Bottrop, Germania
- UNICON X 2000 Pechino, Cina
- UNICON XI 2002 North Bend, Washington, USA
- UNICON XII 2004 Tokyo, Giappone
- UNICON VIII 2006 Langenthal, Svizzera
- UNICON XIV 2008 Copenaghen, Danimarca
- UNICON XV 2009-2010, Wellington, Nuova Zelanda
- UNICON XVI 2012, Bressanone, Italia
- UNICON XVII 2014, Montréal, Québec
- UNICON XVIII 2016, San Sebastián, Spagna

L'attuale presidente IUF Constance Cotter è stata 3 volte campionessa mondiale individuale di freestyle e più volte anche nella categoria Racing.
Jack Halpern, di fatto il fondatore della IUF, non poté partecipare al primo UNICON per problemi di visto di accesso negli USA.
Nel 2007 nasce in Italia l'AIM (Associazione Italiana Monociclo).

## Tipologie di monociclo
A seconda dell'utilizzo esistono diverse tipologie di monociclo:
Freestylesono studiati per compiere trick ed evoluzioni su superficie piana. Normalmente la sella è posizionata piuttosto in alto, è sottile e lunga, i pedali sono in materiale plastico, la forcella è a spigoli vivi (per facilitare l'esecuzione di alcuni trick, tra cui il One-Foot) e il mozzo è di tipo quadro. La dimensione classica della ruota è di 20" x 1,95".
Offroad (MUni)sono monocicli realizzati con caratteristiche che permettono di affrontare qualsiasi tipo di terreno (terra, sassi, erba, neve, ecc.). Il copertone è di tipo tassellato per garantire una maggiore aderenza, i pedali sono in metallo con pin che aumentano l'aderenza, e tutte le componenti sono molto più resistenti rispetto a un Freestyle. Spesso è necessario installare un freno, operato tramite una leva fissata nella parte anteriore inferiore della sella su un apposito supporto.
Triali monocicli da trial sono realizzati per sostenere stress notevoli, causati da salti e drop; i pedali e le pedivelle devono infatti sostenere tutto il peso del rider. Una recente innovazione nel campo degli unicicli da trial è il sistema "Splined": una soluzione particolarmente resistente per il mozzo, ma anche molto costosa. La maggior parte degli unicicli da trial ha pneumatici da 19" x 2,5-3", tassellati, per meglio attutire l'impatto dei drop e permettendo, con la maggiore ampiezza del copertone, di caricare meglio i salti.
Alcuni rider lisciano il vecchio pneumatico consumato, ottenendo così uno pneumatico di tipo Slick estremamente aderente.
Touringi Touring sono unicicli realizzati per coprire medie-lunghe distanze. Hanno ruote di grande diametro, da 26" a 36", per realizzare la massima distanza possibile con una rivoluzione delle pedivelle. Alcune varianti degli unicicli tradizionali sono i Geared Unicycle, "GUni" (unicicli con marce), i quali utilizzano un mozzo particolare (e costoso) dotato di un meccanismo in grado di offrire due diversi rapporti. Con le ruote di grandi dimensioni solitamente vengono utilizzate pedivelle molto corte (da 80" a 135"), per ridurre l'ampiezza della rivoluzione e ottenere una velocità maggiore. I possessori di GUni tendono invece a utilizzare pedivelle più lunghe, per avere un maggiore controllo, dato che la velocità dipende più dal rapporto che dalla grandezza della ruota.

### Varianti

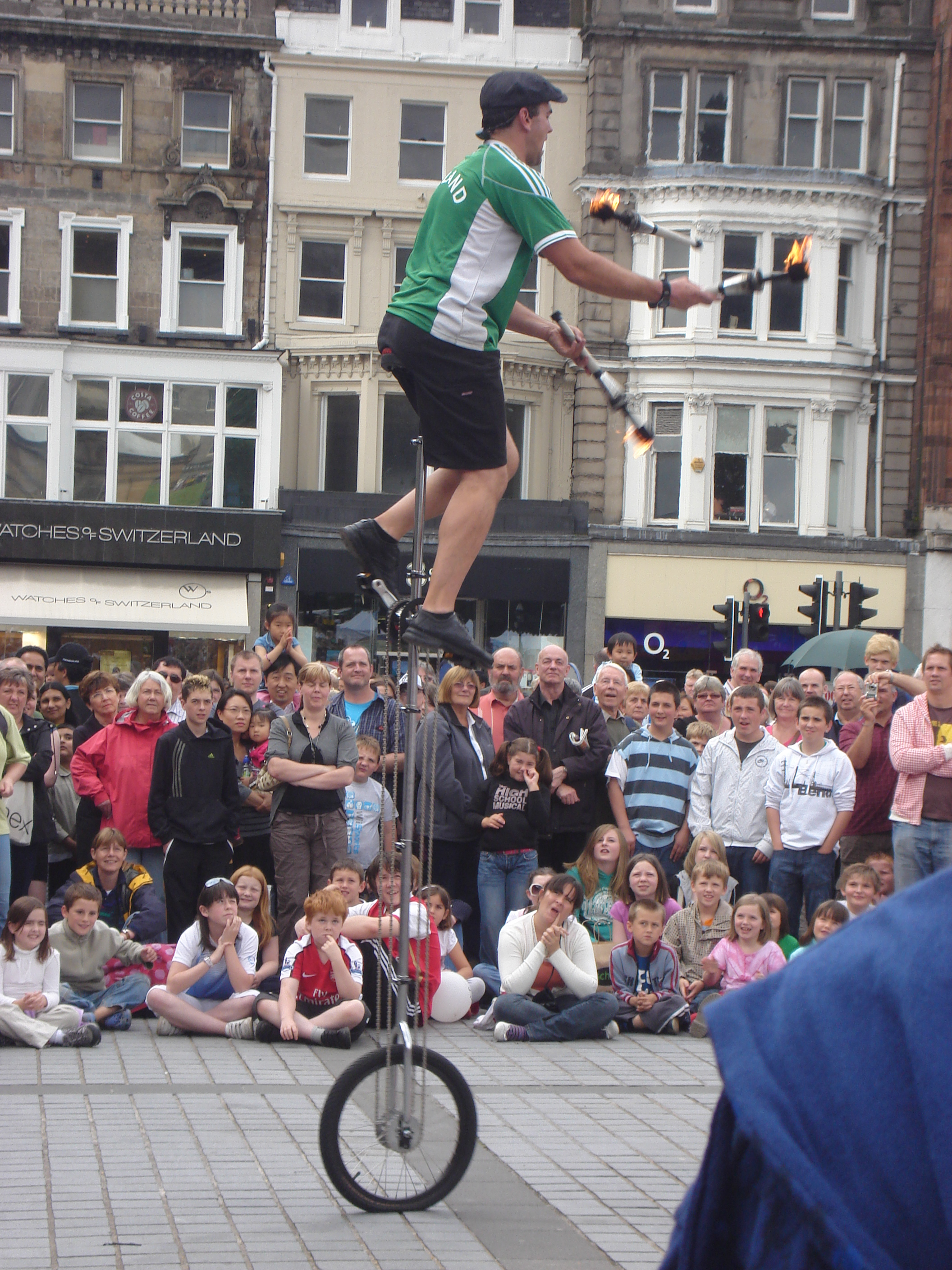
Un monociclo "giraffa".

GiraffaÈ un monociclo più alto del normale, la cui trasmissione è a catena.
GUniGeared Unicycle. Monociclo dotato di diversi rapporti.
Multi-wheeledUn monociclo con più ruote, posizionate a contatto diretto una sopra all'altra in modo che solo una di esse tocchi il terreno; le ruote vengono messe in movimento attraverso una catena oppure dal semplice contatto.
KangarooIn questo monociclo le pedivelle sono installate nella stessa direzione e il mozzo è decentralizzato, con il risultato di una pedalata "saltellata".
Ultimate WheelMonociclo con soltanto la ruota e i pedali.
Impossible Wheel (BC wheel)Ruota con poggiapiedi di metallo avvitate sull'asse centrale e libere di ruotare su di esso. Non ha pedivelle.
Uniciclodi fatto si tratta di un inglesismo derivato da Unicyle, è usato come sinonimo di monociclo.
Monociclo elettricoDetto anche monoruota, identificato con l'acronimo inglese EUC (Electric Unicycle), è un monociclo controllato da un computer, motorizzato e parzialmente autobilanciato.
FreewheelingMonociclo con mozzo e asse che permettono alla ruota di muoversi come una normale ruota di bicicletta; questo tipo di monociclo è necessariamente dotato di freno per fermarsi.
Altre variantiTandem, recumbent, giraffa idraulica, unibike, suicycle, motorized unicycle.

## Applicazioni
Inizialmente il monociclo è nato come forma di intrattenimento; infatti tradizionalmente il monociclo è associato alle parate del circo, in quanto a prima vista sembra richiedere notevoli abilità, proprie degli atleti circensi, per essere utilizzato, e inoltre osservare un rider è affascinante e talvolta divertente. Tuttavia, i recenti sviluppi nella qualità e durabilità delle componenti delle biciclette (e conseguentemente dei monocicli) hanno portato alla nascita di nuovi stili, come il trial e il MUni, che poco hanno a che fare con il circo.
"Passeggiata nel quartiere"è il modo migliore per cominciare; come suggerisce il termine, si tratta di semplici passeggiate su brevi distanze. Fino a pochi anni fa tutti i monocicli erano realizzati per questo unico utilizzo.
Touring (Commuting)è chiamato Touring o Commuting il “viaggiare” con un monociclo coprendo medie-lunghe distanze. Gli unicicli da 26" a 36" sono quelli maggiormente utilizzati per questo scopo.
Freestyleconsiste in evoluzioni e routine eseguite su pavimentazione piana.
Trialproviene direttamente dal Trial con le moto e le biciclette; l'obiettivo è il superamento di ostacoli, saltando o pedalando su di essi, senza che vi sia il contatto di un arto con il terreno o con l'ostacolo stesso.
Streetun mix di Freestyle, Flatland e Trial: si utilizzano ostacoli cittadini (ringhiere, scale, marciapiedi, muri, panchine, rampe, ecc.) per eseguire trick presi invece dal Freestyle e flatland.
Fuoristrada (MUni)è lo stile che ha avuto il maggiore sviluppo recentemente. Non si conosce il suo ideatore, ma si conosce il suo maggiore promotore: Kris Holm. Ha diverse forme di utilizzo in ambienti diversificati, principalmente in aree di montagna. Può essere Cross Country, quando si coprono medie-lunghe distanze su sentieri e terreni non battuti; Down Hill, quando si discende da un monte o una collina; Up Hill, quando si risale un pendio; lo Shore, effettuato su tracciati artificiali creati con materiali naturali in ambienti naturali, come il British Columbia's North Shore. Il MUni classico è un 26/27.5" con pneumatico 2,5-3" tassellato e freno.
Flatlanduno stile di recente sviluppo, che combina elementi di Street e Freestyle, quindi evoluzioni e trick di stampo street (crankroll, unispin, wrap vari) eseguiti però su superficie piana. A seguito della rottura di entrambe le caviglie in un incidente con il monociclo, Dan Heaton incomincia a concentrarsi su uno stile che comprenda gli elementi dello Street e del Freestyle, ideando il Flatland.

## Sport di squadra in monociclo
Esistono alcune note discipline sportive praticabili in monociclo, con piccoli adattamenti ai regolamenti originari che tuttavia non ne modificano la sostanza.
Unicycle-Basketballsi pratica con un normale pallone da pallacanestro sul classico campo di gioco. Sono utilizzate tutte le regole fondamentali, con alcune modifiche; ad esempio il giocatore deve avere almeno un piede sui pedali durante la rimessa della palla. Si utilizzano monocicli fino a 24" di diametro, con pedali in plastica per evitare danni al campo di gioco e ai giocatori.
Nel 2008 Unicon XIV ha visto la prima storica partecipazione italiana al torneo di UniBasketball in monociclo, con la squadra dei Gladiatores che, competendo con squadre da tutto il mondo, ha ottenuto la quarta posizione.
Unicycle-Hockeysi gioca con regole simili all'hockey su ghiaccio e su pista, modificate e adattate al monociclo. Durante il gioco non devono esserci contatti fra i giocatori, al posto del disco viene utilizzata una pallina da tennis con basso rimbalzo. È in fase di diffusione con un numero di squadre sempre maggiore in tutto il mondo.
Pallamanosi utilizza il regolare pallone di questo sport, che deve essere lanciato in un cerchio verticale posizionato a un'altezza di 6 piedi dal terreno. La pallamano su monociclo veniva praticata fin dagli anni settanta nella cittadina polacca di Chrzelice.

## Indumenti e protezioni
Molte delle seguenti protezioni sono obbligatorie durante le competizioni in monociclo, come specificano nel Regolamento IUF; ne è comunque consigliato l'utilizzo in tutte le situazioni.
Polsierei più comuni punti di impatto in una caduta dal monociclo sono le mani e i polsi. Fra tutte le protezioni disponibili, i parapolsi sono probabilmente i più importanti;
Ginocchiere e gomitiereproteggono le ginocchia e i gomiti, che sono i successivi punti di contatto con il terreno e l'ambiente circostante;
Caschettonelle competizioni di monociclo il caschetto è sempre obbligatorio, oltre a essere necessario per legge in alcune giurisdizioni;
Parastinchii parastinchi diventando praticamente essenziali quando si utilizzano pedali in metallo con pin. Questa tipologia di pedali offre un'aderenza maggiore, ma può causare serie ferite sugli stinchi in caso di contatto;
Pantaloncini da ciclistaoffrono un comfort notevolmente maggiore rispetto a un paio di normali calzoncini;
Guantisono obbligatori da regolamento per alcune competizioni, come le gare su pista.

## L'Associazione Italiana Monociclo (AIM)
L'AIM (Associazione Italiana Monociclo) nasce a Monteveglio durante il secondo Week End monociclistico italiano, nel settembre del 2007, con lo scopo di diffondere la disciplina monociclistica e di organizzare i monociclisti italiani per campionati, workshop, allenamenti ed escursioni.
È un'associazione regolarmente riconosciuta dalla IUF (International Unicycle Federation).
Nel 2008 sono stati promossi e patrocinati i primi campionati Italiani, e ha permesso una consistente partecipazione degli atleti Italiani ai campionati mondiali (UniCon XIV) in Danimarca nel 2008, dove hanno vinto 16 medaglie, e nel 2012 altri atleti hanno partecipato a Unicon XVI a Bressanone.